# Sphinx oreodaphne
Sphinx oreodaphne är en fjärilsart som beskrevs av Edwards 1874. Sphinx oreodaphne ingår i släktet Sphinx och familjen svärmare. Inga underarter finns listade i Catalogue of Life.

## Bildgalleri

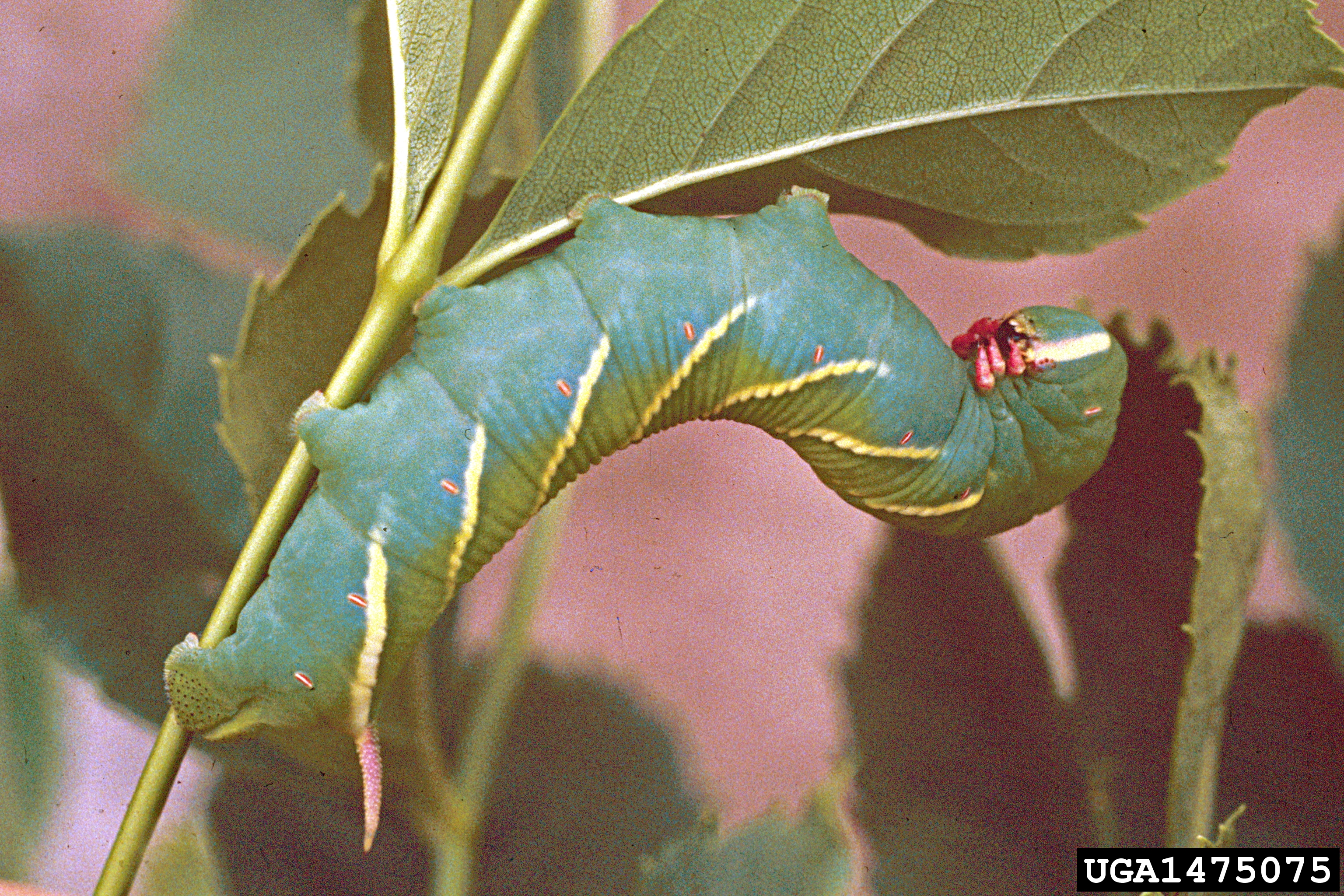